# Cacaliopsis nardosmia
 Cacaliopsis nardosmia  A.Gray, 1883 è una specie di pianta angiosperma dicotiledone della famiglia delle Asteraceae (sottofamiglia Asteroideae).  Cacaliopsis nardosmia è anche l'unica specie del genere  Cacaliopsis  A.Gray, 1883.

## Etimologia
Il nome del genere (Cacaliopsis) deriva dal nome del genere botanico Cacalia (definito da Carl Linnaeus nel 1753) e dal greco "-opsis" (= simile a). L'epiteto specifico (nardosmia) fa riferimento al genere botanico Nardosmia il cui significato è derivato da due parole greche: "nardos" (nome di un unguento profumato derivato dalla pianta dell'India orientale Nardostachys jatamansi) e "osme" (= odore).
Il nome scientifico della specie è stato definito dal botanico Asa Gray (1810-1888) nella pubblicazione " Proceedings of the American Academy of Arts and Sciences. Boston, MA" ( Proc. Amer. Acad. Arts 19: 50) del 1883. Il nome scientifico del genere è stato definito nella stessa pubblicazione.

## Descrizione

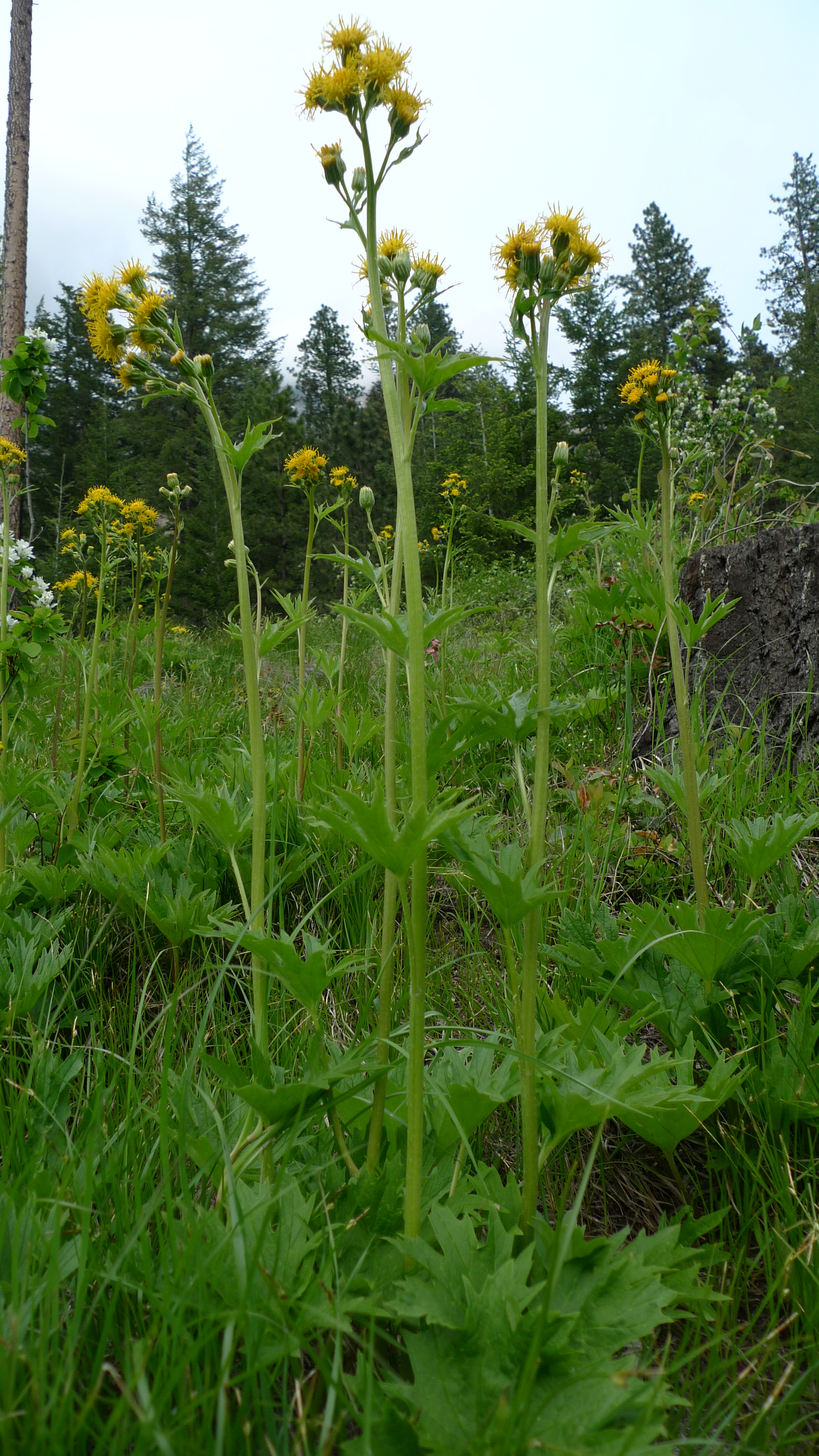
Il portamento

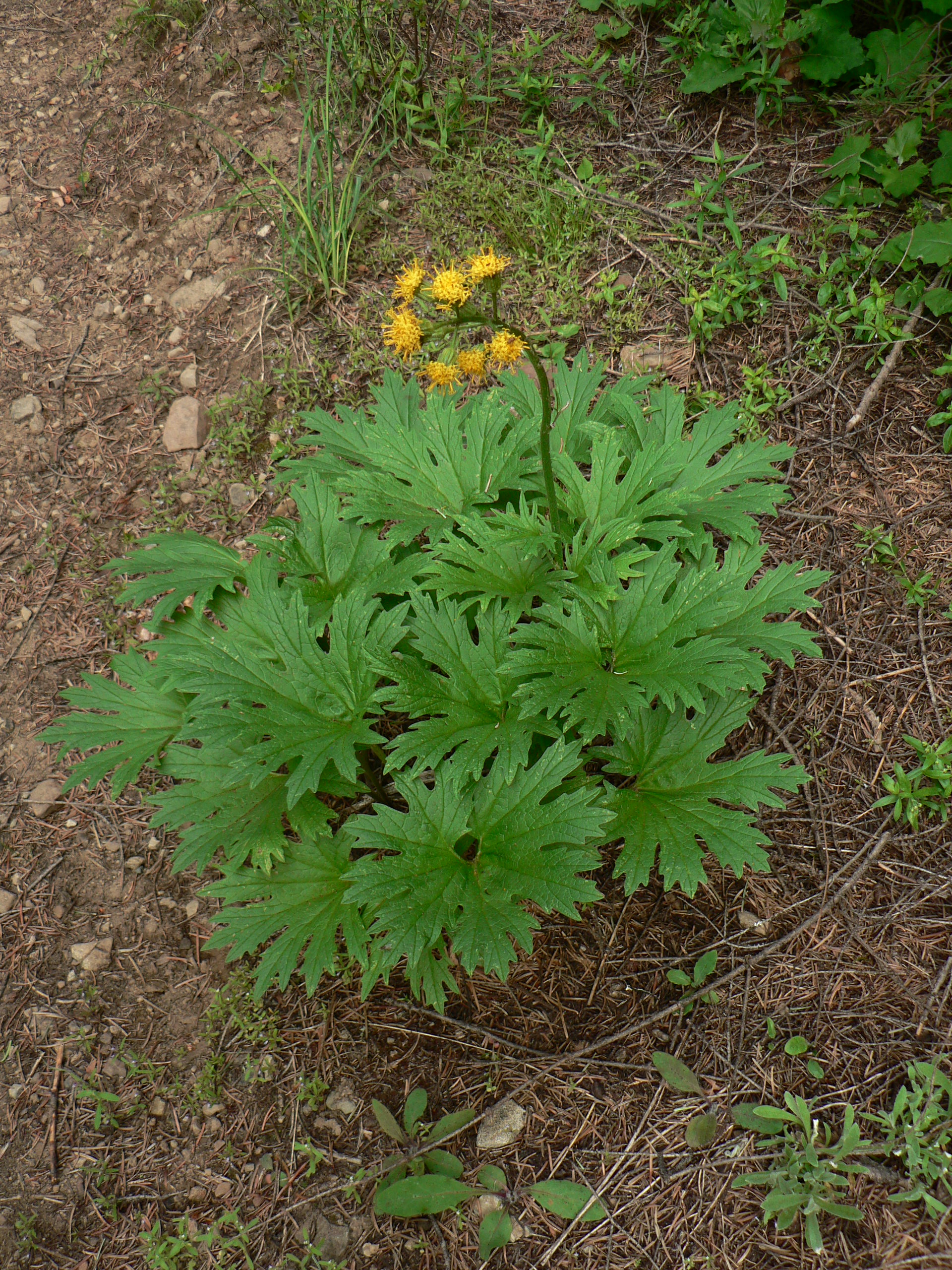
Le foglie

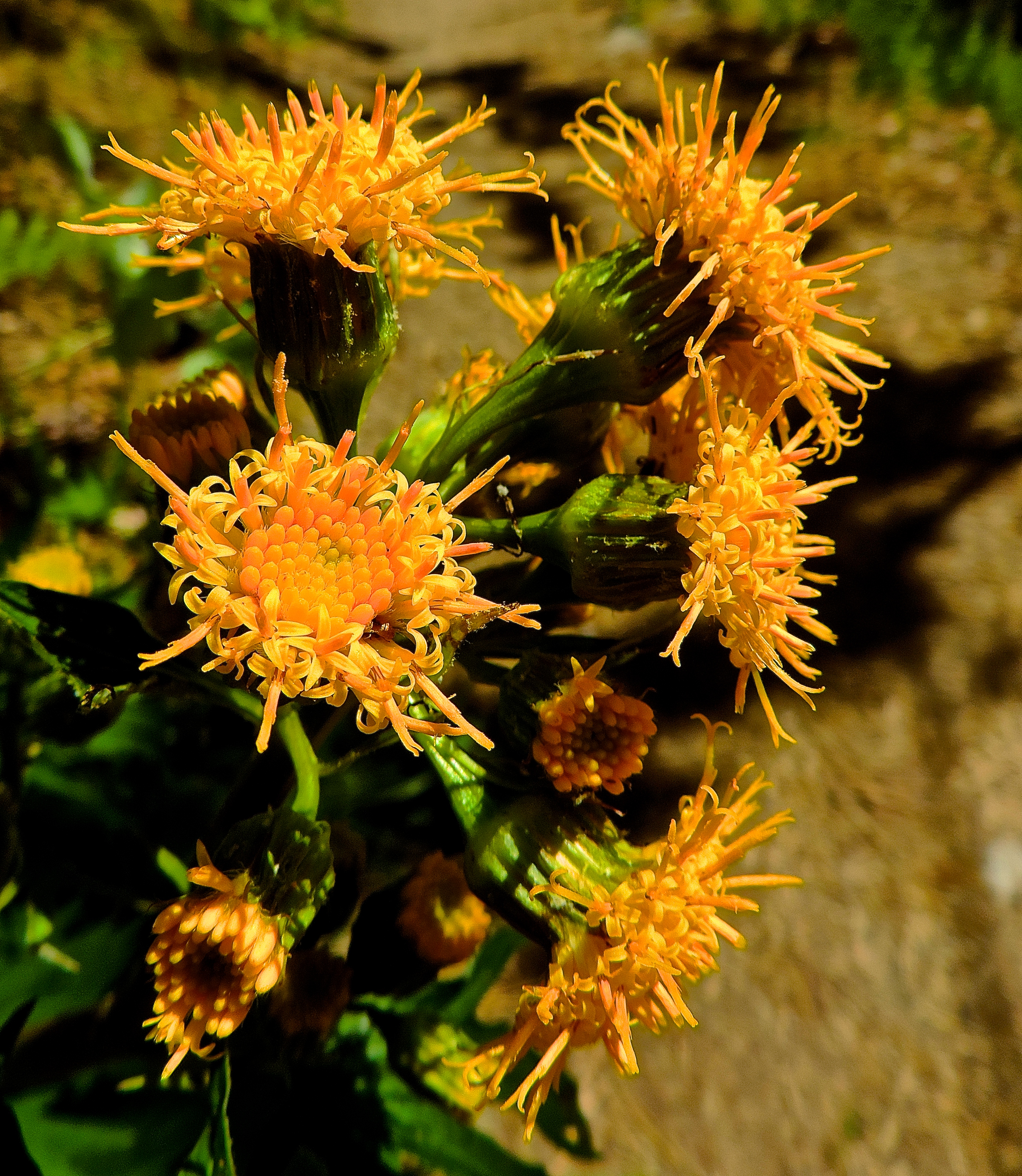
Infiorescenza

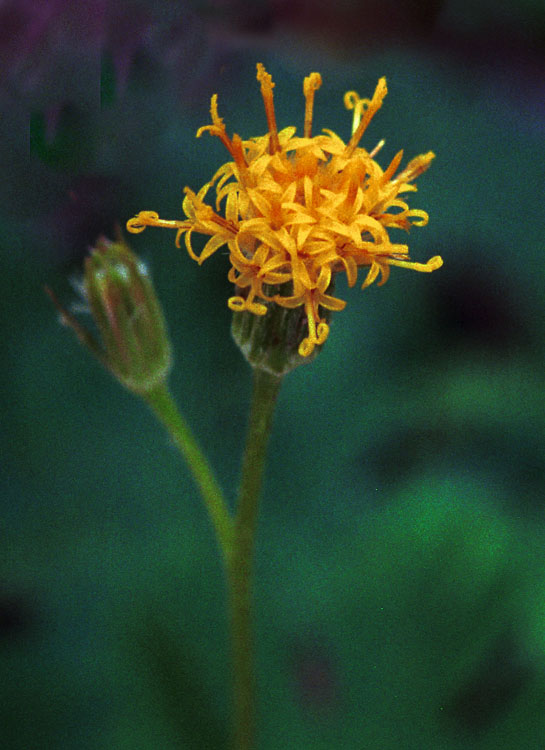
I fiori

Habitus. Cacaliopsis nardosmia ha un habitus di tipo erbaceo perenne. Le superfici delle piante possono essere da scarsamente a densamente tomentose. Altezza media: 15 – 90 cm.
Radici. Le radici sono secondarie da rizoma. I rizomi sono fibrosi.
Fusto. La parte aerea in genere è eretta, semplice o ramosa. Piante generalmente a mono-fusto.
Foglie. Le foglie sono basali, picciolate e disposte in modo alternato. Il contorno della lamina è palmato con lobi (anche le venature sono palmate). La superficie inferiore è tomentosa. Dimensione delle foglie: 7 – 35 cm.
Infiorescenza. Le sinflorescenze sono composte da capolini (solitari o pochi) raccolti in racemi corimboso-panicolati. Le infiorescenze vere e proprie sono formate da un capolino terminale peduncolato di tipo discoide. Alla base dell'involucro (la struttura principale del capolino (ma non sempre) può essere presente un calice formato da alcune strette brattee fogliacee. I capolini sono formati da un involucro, con forme da campanulate a turbinate, composto da 8 - 25 brattee, al cui interno un ricettacolo fa da base ai fiori. Le brattee sono disposte in modo più o meno embricato di solito su due serie e possono essere connate alla base. Il ricettacolo, a volte alveolato, è nudo (senza pagliette a protezione della base dei fiori); la forma è piatta. Diametro dei capolini: 7 – 15 mm.
Fiori.  I fiori (da 20 a 50) sono tetra-ciclici (formati cioè da 4 verticilli: calice – corolla – androceo – gineceo) e pentameri (calice e corolla formati da 5 elementi). Sono inoltre ermafroditi, tubulosi e actinomorfi.
- Formula fiorale:

*/x K {\displaystyle \infty }, [C (5), A (5)], G 2 (infero), achenio
- Calice: i sepali del calice sono ridotti ad una coroncina di squame.
- Corolla: nella parte inferiore i petali della corolla sono saldati insieme e formano un tubo. In particolare le corolle dei fiori del disco centrale (tubulosi) terminano con delle fauci dilatate a raggiera con cinque brevi lobi più o meno patenti. Il colore delle corolle è giallo o arancio.
- Androceo: gli stami sono 5 con dei filamenti liberi. La parte basale del collare dei filamenti può essere dilatata. Le antere invece sono saldate fra di loro e formano un manicotto che circonda lo stilo. Le antere sono senza coda ("ecaudate"). La struttura delle antere è di tipo tetrasporangiato, raramente sono bisporangiate. Il tessuto endoteciale è polarizzato. Il polline è tricolporato (tipo "helianthoid").[12]
- Gineceo: lo stilo è biforcato con due stigmi nella parte apicale. I bracci dello stilo sono ridotti, ottusi o arrotondati; possono essere ricoperti da minute papille. Le superfici stigmatiche sono discrete ma all'apice sono parzialmente confluenti.  L'ovario è infero uniloculare formato da 2 carpelli.

Frutti. I frutti sono degli acheni con pappo. La forma degli acheni è oblungo-cilindrica; la superficie è percorsa da 12 - 15 coste longitudinali e può essere glabra. Non sempre il carpoforo è distinguibile. Il pappo è formato da 120 - 140 setole snelle, bianche o fulve, caduche e fragili. Dimensione degli acheni: 6 - 8,5 mm. Lunghezza del pappo: 10 – 18 mm.

## Biologia
Impollinazione: l'impollinazione avviene tramite insetti (impollinazione entomogama tramite farfalle diurne e notturne).

Riproduzione: la fecondazione avviene fondamentalmente tramite l'impollinazione dei fiori (vedi sopra).

Dispersione: i semi (gli acheni) cadendo a terra sono successivamente dispersi soprattutto da insetti tipo formiche (disseminazione mirmecoria). In questo tipo di piante avviene anche un altro tipo di dispersione: zoocoria. Infatti gli uncini delle brattee dell'involucro (se presenti) si agganciano ai peli degli animali di passaggio disperdendo così anche su lunghe distanze i semi della pianta. Inoltre per merito del pappo il vento può trasportare i semi anche a distanza di alcuni chilometri (disseminazione anemocora).

## Distribuzione e habitat
La specie di questa voce è distribuita sulla costa occidentale dell'America de Nord (Columbia Britannica, California, Oregon e Washington).

## Tassonomia
La famiglia di appartenenza di questa voce (Asteraceae o Compositae, nomen conservandum) probabilmente originaria del Sud America, è la più numerosa del mondo vegetale, comprende oltre 23.000 specie distribuite su 1.535 generi, oppure 22.750 specie e 1.530 generi secondo altre fonti (una delle checklist più aggiornata elenca fino a 1.679 generi). La famiglia attualmente (2021) è divisa in 16 sottofamiglie; la sottofamiglia Asteroideae è una di queste e rappresenta l'evoluzione più recente di tutta la famiglia.

### Filogenesi
Il genere di questa voce appartiene alla sottotribù Tussilagininae della tribù Senecioneae (una delle 21 tribù della sottofamiglia Asteroideae). La sottotribù descritta in tempi moderni da Bremer (1994), dopo le analisi di tipo filogenetico sul DNA del plastidio (Pelser et al., 2007) è risultata parafiletica con le sottotribù Othonninae e Brachyglottidinae annidiate al suo interno. Attualmente con questa nuova circoscrizione la sottotribù Tussilagininae s.s. risulta suddivisa in quattro subcladi.
Il genere di questa voce appartiene al subclade la cui distribuzione è principalmente nel Nuovo Mondo ed è composto dai seguenti generi Cacaliopsis, Lepidospartum, Luina, Rainiera e Tetradymia. Questi cinque generi nordamericani formano un "gruppo fratello" ai tre generi del gruppo informale Blennospermatinae.
l cladogramma seguente, tratto dallo studio citato e semplificato, mostra una possibile configurazione filogenetica del gruppo.
|  | Lepidospartum |
|  |               |
|  | Tetradymia    |
|  |               |

|  | Luina                                                              |
|  |                                                                    |
|  | \| \| Rainiera \| \| \| \| \| \| Cacaliopsis nardosmia \| \| \| \| |
|  |                                                                    |
|  | Rainiera                                                           |
|  |                                                                    |
|  | Cacaliopsis nardosmia                                              |
|  |                                                                    |

|  | Rainiera              |
|  |                       |
|  | Cacaliopsis nardosmia |
|  |                       |

|  | Lepidospartum |
|  |               |
|  | Tetradymia    |
|  |               |

|  | Luina                                                              |
|  |                                                                    |
|  | \| \| Rainiera \| \| \| \| \| \| Cacaliopsis nardosmia \| \| \| \| |
|  |                                                                    |
|  | Rainiera                                                           |
|  |                                                                    |
|  | Cacaliopsis nardosmia                                              |
|  |                                                                    |

|  | Rainiera              |
|  |                       |
|  | Cacaliopsis nardosmia |
|  |                       |

I caratteri distintivi per la specie  Cacaliopsis nardosmia sono:
- le foglie sono basali, tomentose di sotto e con lobi palmati;
- i capolini hanno una forma campanulata;
- i bracci dello stilo sono ridotti, ottusi o arrotondati;
- l'endotecio è polarizzato.

Il numero cromosomico della specie è: 2n = 60.

### Sinonimi
Sono elencati alcuni sinonimi per questa entità:
- Adenostyles nardosmia (A.Gray) A.Gray, 1873
- Cacalia nardosmia  A.Gray, 1868
- Luina nardosmia  (A.Gray) Cronquist, 1955
- Cacalia nardosmia var. glabrata  (Piper) B.Boivin, 1967
- Cacaliopsis glabrata  Rydb., 1927
- Cacaliopsis nardosmia var. glabrata  Piper, 1902
- Luina nardosmia var. glabrata  (Piper) Cronquist, 1955
- Luina nardosmia subsp. glabrata  (Piper) G.W.Douglas & Ruyle-Dougl., 1978